# اس‌تی بیوجلس
اس‌تی بیوجلس (به انگلیسی: ST Beaujolais) یک کشتی است که طول آن ۶۲۸ فوت (۱۹۱ متر) می‌باشد. این کشتی در سال ۱۹۵۴ ساخته شد.